# Cirolana transcostata
Cirolana transcostata är en kräftdjursart som beskrevs av Barnard 1959. Cirolana transcostata ingår i släktet Cirolana och familjen Cirolanidae. Inga underarter finns listade i Catalogue of Life.